# 科洛尼亚克
科洛尼亚克（法語：Colognac，法語發音：[kɔlɔɲak]）是法国加尔省的一个市镇，位于该省西部，属于勒维冈区。

## 地理
科洛尼亚克（44°1'43"N, 3°49'19"E）面积12.3 平方千米，位于法国奧克西塔尼大區加尔省，该省份为法国南部沿海省份，南端濒地中海，北起顺时针与阿尔代什省、沃克吕兹省、罗讷河口省、埃罗省、阿韦龙省和洛泽尔省接壤。
与科洛尼亚克接壤的市镇（或旧市镇、城区）包括：克罗斯、拉萨尔、莫诺布莱、圣马夏尔、圣罗芒德科迪耶尔、苏多尔格。

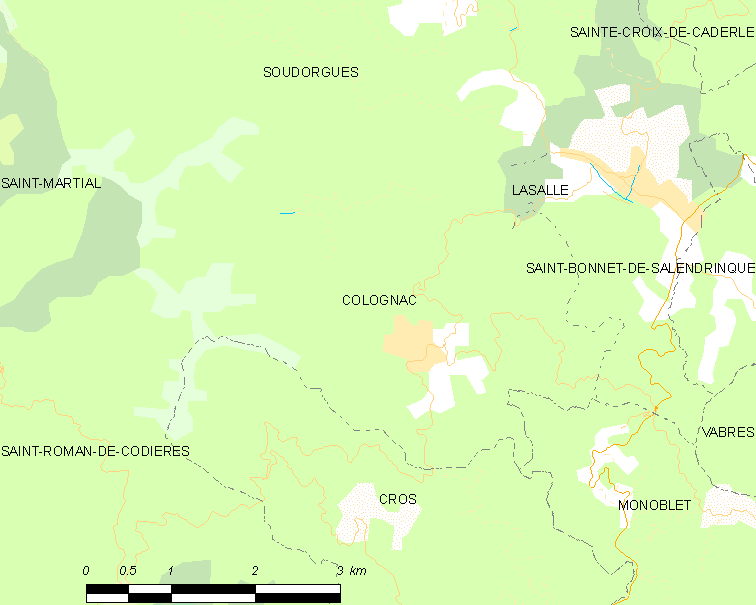
科洛尼亚克的OSM定位图

科洛尼亚克的时区为UTC+01:00、UTC+02:00（夏令时）。

## 行政
科洛尼亚克的邮政编码为30460，INSEE市镇编码为30087。

## 政治
科洛尼亚克所属的省级选区为基萨克县。

## 人口

1962-2008年间科洛尼亚克人口变化图示

科洛尼亚克于2022年1月1日时的人口数量为202人。